# Nagy-medencei indiánok
A nagy-medencei indiánok a mai Amerikai Egyesült Államok területén található Nagy-medencében élő törzsek gyűjtőneve.

## Területük és környezetük
A Nagy-medence egykor egy sor, a Würm-glaciális gleccsereinek olvadó vizével teli hatalmas tóból állt, amit hegységek szegélyeztek. Ám évezredek intenzív nyári hősége az ősi tómedreket kősivatagokká alakította, és a környező hegyvidékek folyói kis, alkáli tavakba folydogálnak, vagy egyszerűen belevesznek a talajba. A Nagy-medence a Sierra Nevada és a Sziklás-hegység között terül el.
A túlélés nem könnyű ezen a sivár, zsályacserjék, fenyőfélék és boróka borította tájon, melyet leginkább az apróvad: az ürge, a prérikutya, a patkány és a nyúl kedvel. Ezek beássák magukat a földbe, vagy sziklák mögött bújnak meg, és magvakon, füvön és kevéske vízen is megélnek. A szarvas és a villásszarvú antilop ritka a térségben, akkor is inkább folyó vagy tó közelében fordul elő, ahol füvet legelhetnek vagy hajtásokat csemegézhetnek. Ez a barátságtalan táj a hagyományos otthona a soson, a jute és a pajút vadász és gyűjtögető népeknek.

## A törzsek listája
- északi pajút
- északi sosonok
- juték
- nyugati sosonok
- pajút

## Életmódjuk
A medence szárazabb részein az emberek az év nagy részét kiscsaládos csoportokban vándorolva a sivatagban töltötték. Egyetlen hely sem biztosított a falusi élethez elegendő élelmet, és az emberekben erős területhez kötöttségi érzés élt. Lakóhelyeik leggyakrabban egyszerű, nyitott tetejű, vesszőkeretből készült, rőzse vagy nád borította építmények voltak. Nyáron zsályacserjerostokból és cédruskéregből szőtt ruhákat hordtak, míg télen nyúlbőrből varrt ruhát. Azt vadászták és gyűjtötték össze, amit a ivatag évszakonként biztosított: apróvadat, fenyőmagokat és füvekből kiütögetett magvakat, hangyákat, szöcskéket és gyíkokat.
A sosonok és a szárazabb vidékek más népei viszonylag sovány élelmiszerkészletekkel rendelkeztek, de a sivatag finom ritmusait követve kiaknázták az idényjellegű bőséget. Tavasszal a téli álom után az ürgék és a prérikutyák még kövérek és lassúak voltak. A fajdok tavasszal párzással voltak elfoglalva, és így hálóval meg lehetett fogni őket. Akik tavak vagy folyók közelében éltek, egész évben hozzájutottak a halhoz.
Az ősz közeledtével a szétszórt családok összegyülekeztek, hogy közösen takarítsák be a fenyőmagokat. Amit nem ettek meg, azt gödrökben télire elraktározták. A sosonok zsályacserjéből, kőből és fából jókora, 3.2 kilométer hosszú karámokat emeltek, hogy csapdába ejtsék az antilopokat, melyek nem tudtak átugrani fölötte. A nyulakat a bozótosokból és a zsályacserjésekből hálókba ugrasztották. A bőségnek ez az időszaka létfontosságú volt a téli túléléshez és a szellemi jóléthez is. A szertartások és a feladatok megosztása révén az emberek megerősíthették együvé tartozásuk tudatát és a törzsi integritást.
A juték lakta térségben elegendő csapadék volt ahhoz, hogy megéljenek az olyan nagyvadak, mint a vapiti, az amerikai bölény és a havasi kecske, míg a Keleti-Sierra Nevadában élő pajute-ok öntözni is tudták a réteket, és így hosszabb ideig fenntarthatták élelmiszerkészleteiket.

## A fehérek behatolásának következményei
Miként másutt is, az európaiak mélyreható hatást gyakoroltak a medencére és annak népeire. A ló 1700 tájékán történő meghonosításával leginkább a sosonok fordultak megélhetési forrásokért a síkságok felé, és vették át a síksági hagyományokat. Mikor Kaliforniában és Nyugat-Nevadában aranyat találtak, a medence maradék népei nem tudtak ellenállni a fehérek behatolásának, mivel nem voltak fegyvereik, és nem élt köztük a harcos hagyomány. 1863-ban az amerikai kormány egyszerűen kisajátította a térséget. 1874-re a legtöbb indián már bérmunkásként dolgozott vagy teljesen a kormányzattól függött.